# Pseudotriakidae
Die Pseudotriakidae (Gr.: pseudes = falsch + Triakidae = Glatthaie) sind eine kleine, nur aus fünf beschriebenen, einer bisher unbeschriebenen und einer ausgestorbenen Art bestehende Familie der Grundhaie (Carcharhiniformes). Es sind wenig erforschte Tiefwasserhaie, die in Tiefen von 129 bis 1890 Metern auf dem Meeresboden, dem Kontinentalschelf und Kontinentalabhängen vorkommen. Die größte Art, Pseudotriakis microdon, ist in allen Weltmeeren weit verbreitet, während die kleineren Arten im westlichen Indischen Ozean und im westlichen Pazifik eng begrenzte Verbreitungsgebiete besitzen. Im Südatlantik und im östlichen Pazifik fehlen die Haie der Familie Pseudotriakidae.

## Merkmale
Die Arten der Familie sind klein bis groß (56 bis 295 cm) und besitzen einen abgerundeten Kopf mit einem mehr oder weniger verlängerten Rostrum. Vor den länglichen, katzenartigen Augen findet sich eine tiefe Furche. Die Nickhaut ist rudimentär. Barteln oder Nasalgruben sind nicht vorhanden.
Der Abstand zwischen den Nasenöffnungen ist mehr als 1,5 mal so groß wie der Nasenöffnungsdruchmesser. Das lange, dreieckige Maul reicht bis hinter dem hinteren Augenrand. Ausstülpungen (Papillen) im Maul oder an den Rändern der Kiemenspalten fehlen. Labialfalten sind kurz, aber immer vorhanden.
Die erste Rückenflosse ist mehr oder weniger lang. Ihre Basis liegt näher zur Brustflossenbasis als
zur Bauchflossenbasis. Grubenartige Vertiefungen vor der Schwanzflosse fehlen. Der untere Lobus der Schwanzflosse ist nur schwach entwickelt oder fehlt ganz. Die Pseudotriakidae sind grau, bräunlich oder schwärzlich, bei Gollum-Arten können weiße Fleckungen und Flossenränder auftreten.
Soweit bekannt, sind die Pseudotriakidae ovipar oder ovovivipar. Bei zwei Arten wurde Oophagie festgestellt, d. h., die Föten ernähren sich von Nähreiern, die nur als Nahrung für die Nachkommen produziert wurden. Die Haie ernähren sich wahrscheinlich von kleinen Fischen und Wirbellosen.

## Gattungen und Arten
- Gattung: † Archaeotriakis[1]

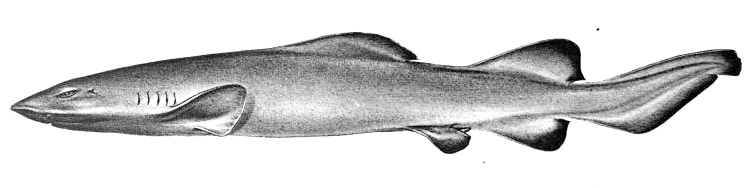
Falscher Marderhai
(Pseudotriakis microdon)

  - † Archaeotriakis rochelleae Case, 1978 (Kreide)
- Gattung: Gollum Compagno, 1973
  - Schlanker Glatthai (Gollum attenuatus (Garrick, 1954))
  - Gollum suluensis Last & Gaudiano, 2011
  - Gollum sp. B (unbeschriebene Art)
- Gattung: Planonasus Weigmann, Stehmann & Thiel, 2013
  - Planonasus indicus Ebert et al., 2018
  - Planonasus parini Weigmann, Stehmann & Thiel, 2013
- Gattung: Pseudotriakis de Brito Capello, 1868
  - Falscher Marderhai (Pseudotriakis microdon de Brito Capello, 1868)